# Экологические регионы Малайзии
Малайзия относится к числу стран с высоким видовым разнообразием.

## Экорегионы суши
- Дождевые леса Малайского полуострова (IM0146)[1][2]
- Горные дождевые леса Малайского полуострова (IM0144)[3][4]
- Леса торфяных болот Малайского полуострова (IM0145)[5]
- Влажные леса Кьях-Карен/ Теннасерим[6]
- Равнинные и горные леса Малайского полуострова[6]
- Борнейские горные дождевые леса[6]
- Борнейские равнинные дождевые леса[6]
- Горные кустарники Кинабалу[6]
- Мангровые заросли Большого Сундаса[6]
- Реки и болота Сундаланда[6]

## Морские экорегионы
- Моря Сулу и Сулавеси[6]
- Андаманское море[6]